# Acerola
L'acerola (Malpighia emarginata) és un fruit tropical. No s'ha de confondre amb l'atzeroler planta de clima temperat el fruit del qual s'anomena acerola en castellà (atzerola o sorolla en català) i que precisament va ser l'origen del nom de l'acerola tropical en molts idiomes.
Adopta la forma d'arbust o petit arbre i pertany a la família Malpighiaceae. El nom comú en català és acerola, mentre que en anglès els noms comuns inclouen, a més d'acerola, els de Barbados Cherry (cirera o cirerer de Barbados), West Indian Cherry (cirerer de les Índies Occidentals) i Wild Crapemyrtle.

## Distribució
M. emarginata es pot trobar als Estats Units, més específicament al sud de Florida i a la part baixa de la vall de Rio Grande a Texas), a Mèxic, Amèrica central, el Carib i a Amèrica del sud fins al Perú i Bahia al Brasil. Es cultiva als tròpics i subtròpics de tot el món incloent les illes Canàries, Ghana, Etiòpia, Madagascar, Zanzíbar, Sri Lanka, Taiwan, l'Índia, Java, Hawaii, i Austràlia.

## Descripció
Arbret o arbust amb un tronc petit, normalment fa de 2 a 3 m d'alt però pot arribar a 6 m.
Les fulles són simples ovades-lanceolades de 2 a 8 cm de llarg. Les flors són bisexuals d'1 a 2 cm de diàmetre rosades o vermelles El fruit és una drupa vermella brillant d'1 a 3 cm de diàmetre amb llavors triangulars.

## Usos

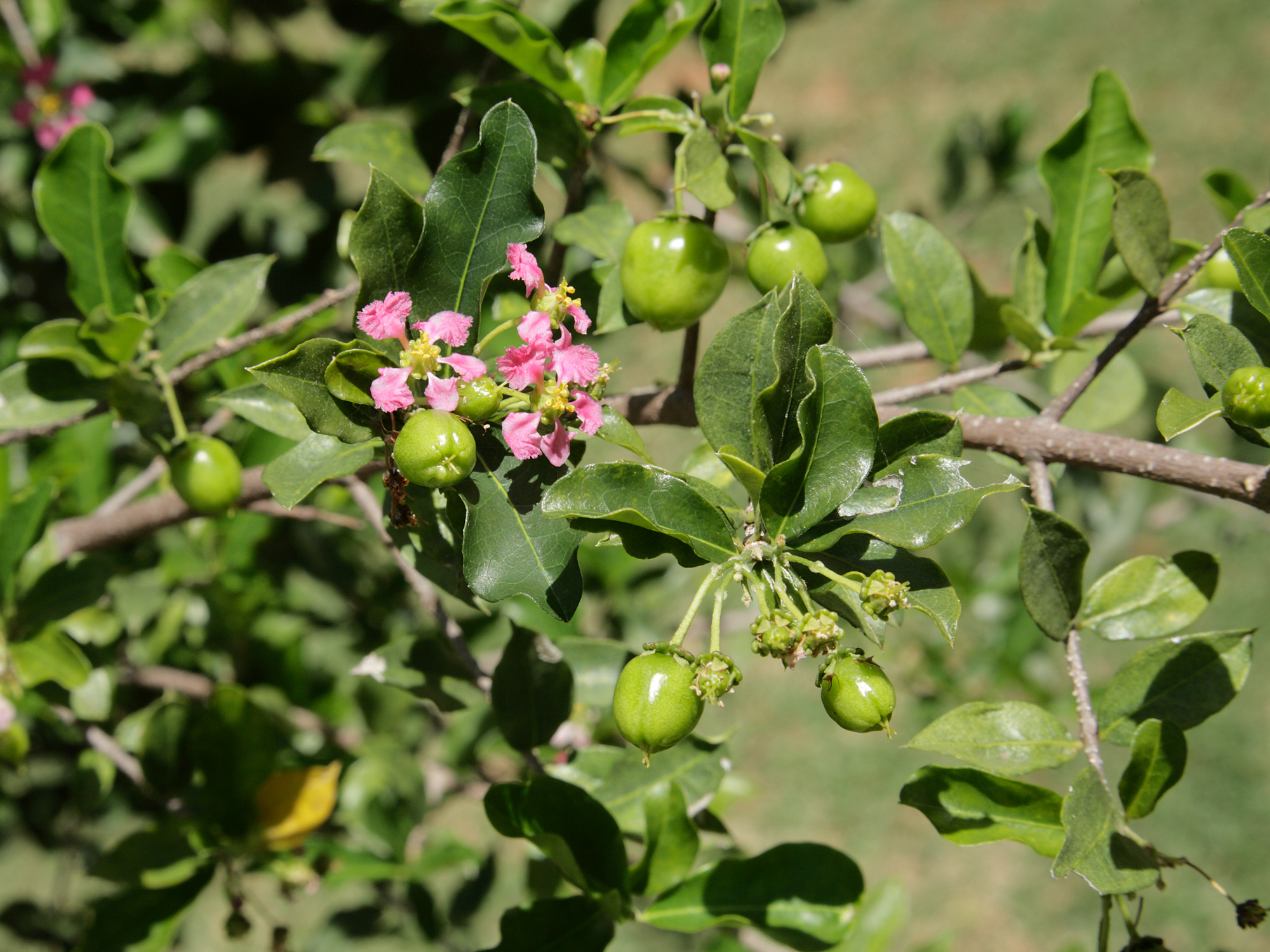
Fruits immadurs

Els fruits són comestibles, amb molta més vitamina C que les taronges (1.677.6 mg per 100 g de fruit).